# 마르티 베르헤스
마르티 베르헤스 마사(스페인어: Martí Vergés Massa; 1934년 3월 8일, 카탈루냐 주 비드레레스 ~ 2021년 2월 17일, 카탈루냐 주 빌라데칸스)는 마르틴 베르헤스(스페인어: Martín Vergés)로 주로 알려진 스페인의 전 축구 선수이다. 그는 바르셀로나에서 활약하며 스페인 국가대표팀 경기에 12번 출전했고 1962년 월드컵에도 참가했다. 그는 87번째 생일을 19일 앞두고 영면에 들었다.

## 수상
바르셀로나
- 인터시티스 페어스컵: 1955–58, 1958–60
- 라 리가: 1958–59, 1959–60
- 코파 델 헤네랄리시모: 1956–57, 1958–59, 1962–63